# 良子内親王
良子内親王（ながこ（りょうし）ないしんのう、長元2年12月13日（1030年1月19日） - 承暦元年8月26日（1077年9月15日））は、第67代後朱雀天皇第一皇女。母は皇后禎子内親王。一品准三宮、伊勢斎宮。同母妹に娟子内親王（賀茂斎院）、同母弟に第69代後三条天皇がいる。

## 来歴
後朱雀天皇即位に伴い、長元9年（1036年）11月28日、8歳で斎宮に卜定（妹娟子内親王も同日に斎院卜定）。同年12月、内親王宣下と共に二品。長暦元年（1037年）4月3日、大膳職へ初斎院入り。同年9月17日野宮へ入り、長暦2年（1038年）9月11日に権中納言藤原資平を長奉送使として伊勢へ群行。長久3年（1042年）6月裳着、一品。寛徳2年（1045年）1月准三宮、同16日、後朱雀天皇譲位により17歳で退下。同年4月28日に帰京の後は、母の下で弟妹らと暮らしたとみられる。承暦元年（1077年）、疱瘡のため49歳で薨去した。
良子内親王の伊勢への群行に際しては、同行した資平の子藤原資房がその日記『春記』に詳細な記録を残しており、これが知られる限り群行に関する唯一の同時代史料となっている。また長暦4年（1040年）5月6日に催された貝合わせはその雅やかな儀式の詳細が作者不明の『斎宮貝合日記』に記されており、これも最古の貝合記録として貴重である。

## 補注
1. ↑  『範国記』長元9年11月28日条に「一宮御名良子、良字読長」とあり、これにより読みは「ながこ」だったことが判っている。（藤本孝一「内親王名の附け方と読み方」『中世史料学叢論』思文閣出版、2009年）。